# あつまれ どうぶつの森
『あつまれ どうぶつの森』（あつまれ どうぶつのもり、英題：Animal Crossing: New Horizons）は、任天堂より2020年3月20日に発売されたNintendo Switch用ゲームソフト。どうぶつの森シリーズの第7作目。キャッチコピーは「何もないから、なんでもできる」。略称は「あつ森」。

## 概要
これまでのどうぶつの森シリーズでは「村」が主な舞台であったが、本作ではシリーズ初の「無人島」 を舞台としている。プレイヤーは、商店や不動産を営んでいた「たぬきち」が新たに始めた不動産デベロッパー「たぬき開発」による「無人島移住パッケージプラン」に参加し、手つかずの島で、たぬき開発の社長のたぬきち、同じく社員のまめきち、つぶきちと、2匹のどうぶつたちとともに一から生活をはじめることになる。
キャラクターも400種類以上いる。
島で入手した素材で新たなアイテムを作成するシステム「DIY」など、さまざまな新要素が追加されている。新たな要素として、Joy-Conを持ち寄ったおすそわけプレイによって、シリーズ初となる同じ島に住む最大4人までのプレイヤーとの同時プレイ（パーティーモード）に対応している。しかし、Nintendo Switchのため、カード機能(amiiboを除く)は使えなくなる。
2020年1月1日にテレビCMが公開され、ソフトのパッケージや新キャラクターなどが登場した。

### 発売日・予約開始日の変更
本作の発売日は、2018年9月14日の日本時間の午前7時からYouTubeとニコニコ生放送で世界同時に放送された任天堂のWeb番組「Nintendo Direct 2018.9.14」の初報の時点では2019年を予定していたが、2019年6月16日の日本時間午前1時にYouTubeとニコニコ生放送で世界同時に放送された任天堂のWeb番組「Nintendo Direct E3 2019」において、現在の発売日への延期が発表された。
2020年2月6日、任天堂はソフトと同日（2月8日）の予約開始を予定していた「あつまれ どうぶつの森」の特別デザインを施したNintendo Switchの本体セットとキャリングケースを同梱した「Nintendo Switch あつまれ どうぶつの森セット」について、新型コロナウイルスの影響で中国での生産に影響が出ているとして、予約開始日をいったん未定にすることを発表した。2月18日、任天堂は予約開始を延期していた本体セットとキャリングケース付属の同梱版について、3月7日から受付を開始すると発表した。なお、本体セットについては販売店への出荷を優先するため、任天堂の直営ストアであるマイニンテンドーストアでの予約販売を中止した。

## ゲームシステム
今作からの新要素・変更点を主に記述する。基本的な内容は「どうぶつの森シリーズ」を参照。

### プレイヤー関連
髪型・顔のパーツ以外にも、『どうぶつの森 ハッピーホームデザイナー』で登場した肌の色もバリエーションが組まれている。また、動作にともない瞳が動くようになった。また、性別も変更が可能になった。いずれの要素も、鏡の家具を使用することで常時変更可能である。

#### DIY
島で入手できるさまざまな材料を使い、DIYによる道具や家具の作成ができる。DIYにはどうぶつから教わったり、アイテムを拾った際にひらめいたりする「レシピ」が必要で、後述のスマートフォンで確認可能。DIYには作業台が必要で、案内所にあるたぬきちの作業台を借りることもできる。なお、ゲーム初期段階では橋や階段が設置されていないため、DIYで作った「たかとびぼう」や「はしご」を用いて川や崖を移動する必要がある。
前作『とびだせ どうぶつの森』でカイゾーに頼むことで可能だった「リメイク」も作業台で自ら行うことができる。役場の常設物のほか、家具としてのそぼくな作業台や離島にある作業台でDIYをすることも出来る。
2021年11月4日実施のアップデートで、DIYの一環として「料理」が追加された。DIYで「リメイク」を教わり、とたけけを島に招くことで、DIYと同様のシステムで料理ができるようになる。料理の「レシピ」はDIYのいちカテゴリとしてスマートフォンで確認でき、作業台の代わりにキッチン家具を用いて調理する。また作った料理は家具と同様に飾ったり、フルーツと同様に食べることができる。これに伴い、一部の家具は料理に変更され食べられるようになったが、「カップめん」や「おせち」のように見た目は食べ物だがシステム上は食べられない家具も依然として存在する。

#### スマートフォン
ゲーム初期段階でたぬき開発から支給されるもので、カメラや地図、図鑑、DIYのレシピなどのアプリが入っている。デザインは『どうぶつの森 ポケットキャンプ』のものと異なる。
カメラ
画面写真を撮影することができ、フィルターやズーム機能も備わっている。
Nintendo Switch本体のスクリーンショット機能とは別途でゲームそのものに実装されているシステム。しかし、撮影した写真はスクリーンショットと同様本体のアルバムに保存される。
たぬきマイレージ
後述。
いきもの図鑑
今までで捕まえたことがある虫、魚、海の幸の種類や捕まえることのできる時期、時間を見ることができる。

たぬきショッピング
通信販売を利用することができる。タヌポートでの通信販売の利用回数に合わせてタヌポートからアップロードされる。
島クリエイター
ゲーム進行に伴いたぬきちのスマートフォンからアップロード（リモート含む。以下同）されるアプリ。内陸部の地形を工事（厳密にはその開始・終了の手続き）することができる。
当初は道路工事のみだが、タヌポートでマイルと引き換えに「ライセンス」を取得すると崖と河川の工事も可能になる。
工事中は自動的にヘルメット（たぬき開発マーク入り）を着用する。
マイデザイン
服や家具などに利用可能なオリジナルの図柄を作成するアプリ。シリーズ恒例のツールが今作ではスマートフォンのアプリとして組み込まれている。服をパーツ別にデザイン可能な「PROデザイン」は使い道（デザインパターン）が増加した。
作成したデザインはNintendo Switch Online加入者に限り、インターネットを通じて他のプレイヤーと共有することが可能。
また、スマートフォンアプリNintendo Switch App内の連携サービス「タヌポータル」を利用することで、『とびだせ どうぶつの森』と『どうぶつの森 ハッピーホームデザイナー』で制作されたマイデザイン用のQRコードを読み取り、本作にダウンロードすることができる。ダウンロードしたデザインはすべて、他プレイヤーが制作したものと同様に編集することはできない。
マップ
島の地図を見ることができる。地図には島民の家や施設の場所が記してある。
ツクッター
これまでに『ハッピーホームパラダイス』で作った家（施工事例）を閲覧することができる。ハッピーホームパラダイスのストーリーを進めることでタクミのスマートフォンからアップロードされる。
進行に伴いタクミライフがハッピーホームアカデミーと提携すると、Nintendo Switch Online加入者に限りオンラインで他のプレイヤーによる施工事例の閲覧やプレイヤー自身の施工事例の公開が可能となるアップデートがされる。
ルームスケッチ
部屋のコーディネートをあらかじめ考案することができる。ハッピーホームパラダイスのストーリーを進めることでタクミのスマートフォンからアップロードされる。
パスポート
プレイヤーの情報を見ることができる。本ゲームをそのNintendo Switchで最初に起動したプレイヤーは「島民代表」の立ち位置にいるため、該当プレイヤーのアカウントではそのスタンプが捺されている。
ベストフレンドリスト
初回のオンラインプレイ開始時にモーリーのスマートフォンからアップロードされるアプリ。「ベストフレンド」の申請や承認などができる。
チャットログ
通信プレイの際、互いのプレイヤーの発言履歴を見ることができる。
住人呼び出し
パーティーモード（前述）を起動するアプリ。2人目以降のプレイヤーがスマートフォンを支給された後にたぬきちのスマートフォンからアップロードされる。
性質上、コントローラーがプレイ人数分必要。Joy-Conのおすそわけプレイを念頭においたシステムだが、実際にはコントローラーの指定はないためNintendo Switch Proコントローラーでもプレイ可能。携帯モードには対応していないため、Nintendo Switch Liteでは起動中は本体操作ができなくなる。
緊急脱出サービス
何らかの理由で移動が困難になった場合に、100マイルを支払うことで指定した施設前に移動することができる。マイル不足の場合は移動先を指定できないが利用自体はできる。オペレーターは基本的にリセットさん、稀にラケットさん。
徹底ライフサポート
たぬきちやしずえが毎日暮らしのアドバイスをしてくれる。
実際のアドバイスはロード画面に表示され、アプリ上は最新50件のアドバイスが表示される。
『ハッピーホームパラダイス』初回起動後のアカウントではタクミも別荘作りのアドバイスをしてくるようになる。

### どうぶつ
一部どうぶつの三人称が変更され、『おいでよ どうぶつの森』以前と同様に男女の区別がなくなった。行動パターンが増加し、地面に座る、花や虫を観察する、体操や筋トレをする、歌う、といった動作を見せる。また、今までのシリーズでは半袖丈以上の服であってもどうぶつが着用した場合はノースリーブのトップスになっていたが、今作では本来の袖丈・裾丈も反映され、どうぶつもワンピースが着られるようになった（ただしボトムスは履けない）。また、一部のどうぶつのデザインも変更された。
また、哺乳類の一部のどうぶつ（住民ではイヌ、ネコ、ネズミ、オオカミ、クマ、リス、トラ、コアラ、ライオン、コグマ、ハムスター）は足の裏に肉球が描かれるようになった（ウサギキャラは実際のウサギに肉球が無い為、肉球は無い）。

### 島・施設
案内所
前作までの「役場」に相当する施設。たぬき開発の拠点として、案内所内でたぬきち等が住民のサポートをしてくれる。当初はテントで運営しており、まめきち・つぶきちも案内所内で雑貨販売を行っているが、建物建設後はタヌキ商店として店舗を構える（後述）。
また、まめきち・つぶきちと入替わりでしずえが新たに常駐し、たぬきちは建築相談窓口、しずえは生活相談窓口をそれぞれ担当する。
案内所内には「タヌポート」と呼ばれるATM複合型MMSがあり、マイル交換やショッピング、ベルの入出金、住宅ローンの返済、amiiboを利用したキャンプサイトへのどうぶつの招待ができる。
案内所前の広場では行商人が訪れたり、イベントが開催されたりする。
たぬきマイレージ
シリーズの通貨「ベル」とは別で飛行機での移動や買い物といった、『とびだせ どうぶつの森』の「ふるさとチケット」のように特定のゲームプレイをするとマイル（ポイント）が貯まるシステム。残高はスマートフォンの同名アプリから確認できる。
「タヌポート」を利用することで、ゲームプレイを便利にするサービスやアイテムと引き換えることができる。
また、無人島への移住費用の支払いもこのマイレージを使用する。さらに、マイホームの依頼をすると「たぬきマイレージ＋」へ昇格し、たぬきマイレージより多くのマイルが貯まるようになる。またタヌポートにアクセスすると、連続してアクセスした日数に応じてマイルが貯まる。
飛行場
第一作の『どうぶつの森』から『どうぶつの森e+』と『とびだせ どうぶつの森』の「駅」、『おいでよ どうぶつの森』と『街へいこうよ どうぶつの森』の「関所」に相当する施設で水上飛行機の発着場である。また、『とびだせ どうぶつの森』の「船着き場」に相当する施設でもある。さらに、郵便局の役割（郵便配達）も兼ねる。
カウンターには「ドードー・エアラインズ」（略称：DAL）のグランドスタッフ、モーリーが常駐しており、キャプテンのロドリーはフライト前までゲート先の控室で待機している。
離島ツアー
2000マイルと引き換えられるマイル旅行券を使用することで行くことができる。毎回、行き先の島が異なる。
離島の素材は自由に持ち帰ることができるが、忘れ物をしてしまうと二度と取りに戻ることができない。
タヌキ商店
まめきち・つぶきちが案内所から独立して開業した商店。『とびだせ どうぶつの森』では「まめつぶ商店」だったが、本作ではたぬきちが経営していた時代の店名「タヌキ商店」を踏襲。家具や日常品などを販売。
一定の条件を満たすと改築工事が行われ、改築後はそれまでよりも扱う商品数が増加する。
エイブルシスターズ
ハリネズミの姉妹（長女あさみ、三女きぬよ）が切り盛りする仕立て屋。本作では次女ことの（前作までは「ケイト」名義）はファッションデザイナーとして独立しており、その修行のため、時折、案内所の広場を訪れる。
マイデザインを展示することも出来、前作まではワンピース型のPROデザインを展示しても住民は着られなかったが、本作では着られるようになっている。
博物館
住民から寄贈された化石、サカナ、ムシ、海の幸、美術品を展示する博物館。
エントランスには館長のフータがいるが、日中は居眠りしており話しかけると起きる。
喫茶「ハトの巣」
マスターが経営する純喫茶。博物館の2階部分に入口があり、中ではコーヒーを飲んだり、amiibo取り次ぎセンターへ接続される電話を使って店内にamiiboのキャラクターを呼んだりできる。その他のキャラクターも時折訪れる。
2021年11月5日実施のアップデートから利用できるようになった。フータの依頼をこなすと翌日は工事に入り博物館が休業する。
パニエルの島
通称「パニーの島」。写真撮影のためのスタジオと色々な店が集う広場を経営している。スタジオでは現在の島の住民、amiiboで呼び出したどうぶつ、カタログに登録された家具や壁紙・衣装などを配置できる。そして広場では店を出す為に募金に協力し、募金が集まると以下のキャラクターが店を出店してくれる（島への行商中は休業する）。各店の商品ラインナップは一週間ごとに更新される。また、一つ店ができるごとにカットリーヌが新しい髪型のアレンジを教えてくれる。『ハッピーホームパラダイス』初回起動後のアカウントでは、タクミライフとパニエルの島の直通ができるようになる。
- レイジ - 野菜の苗、低木の苗、花の種を売ってくれる。また雑草の買い取りと、草むしりサービスも行っている。
- つねきち - いなりくじ、美術品を売ってくれる。いなりくじの景品は花火大会のものとは異なる。
- シャンク - 靴、ソックス、鞄を売ってくれる。
- ローラン - 壁紙、絨毯、ラグを売ってくれる。プレイヤーの島への行商時は商品を選ぶことができないが、パニエルの島では一覧された商品を選んで購入することができる。
- ハッケミィ - プレイヤーの運勢や特定住民との相性を占ってくれる。運勢が悪かった場合、別途ベルを支払うことでお祓いができ、翌日に開運グッズが届く。
- カイゾー&リサ - 自分ではリメイク出来ない家具のリメイクをしてくれる。『とびだせ どうぶつの森』で夫婦が営業していた「R・パーカーズ」に相当するが、不用品の買い取り等はしない。
- コトブキ - 家の収納に物を送ったり取り出したりしてくれる。

ハッピーホームアカデミー
自宅の家具のバランスや色を総合的に評価して点数をつける機関。自宅建設時にたぬきちから加入を求められるが、実際には竣工をもって加入手続きが完了する強制加入制。
『どうぶつの森 ハッピーホームデザイナー』では「たぬきハウジング」に統合されていたが、今作では復活した。
島の近海
マリンスーツ着用時のみ、島の周辺の海（具体的には島マップの表示範囲内）を遊泳できる。一定時間内であれば素潜りも可能。2020年7月3日に実施されたアップデートから利用可能になった。
ゆめみ
自宅のベッドに横になって眠りにつくと、さまざまな人の島の夢を集めているゆめみと会え、自分の島の公開や他の人の島に行くことができる。Nintendo Switch Onlineの加入者に限り、2020年7月30日に実施されたアップデートから利用可能になった。
かっぺいのボートツアー
かっぺいに頼むとマイル旅行券で行ける島とは違う島へと連れていってくれる。料金は1000マイルで1日1回だけ利用可能。ボートツアーの島でしか入手できない素材がある。2021年11月5日に実施されたアップデートから利用可能になった。また島の評価を星3にし、とたけけを呼んでいる事が出現条件である。またDALの離島ツアーに参加した経験がない状態では参加ができない。
航行中はかっぺいが舟歌を歌っており、A・X・Yボタンでリアクションができ、Bボタンを連打すると歌をスキップする事が出来る。
DALの離島ツアー同様、素材は自由に持ち帰ることができるが、忘れ物をしてしまうと二度と取りに戻ることができない。

### 家具
『どうぶつの森 ハッピーホームデザイナー』と『どうぶつの森 ポケットキャンプ』のように、家具を0.5マス単位で移動できるようになった。また、これまで屋内設置のみであったが屋外設置も可能になり、屋外設置をするか従来のように葉っぱの状態で地面に置くか選択できるようになった。

### その他
- 南半球の季節（北半球と季節が逆）に対応[16]。
- 住民の家や一部の施設は、プレイヤーが建築場所を決定でき、また「ベル」を支払えば移築もできる。
- 浜辺にも家や公共事業を建築できる[16]。
- オートセーブの実装[37]。
- 雑草や花の種類の増加。
- 『どうぶつの森e+』以前の上から見下ろす視点など、多様な視点でプレイできる[注 14]。
- 「アースデー」や「国際ミュージアムデー」など、季節イベントに応じたアップデートも実施している[34]。
- スマートフォンアプリ『どうぶつの森 ポケットキャンプ』や特定のamiiboカードとの連携により、コラボレーションアイテムの注文やキャンプサイトに住民を呼ぶこともできる[38][39]。
- 今までの作品では花の上で走ると花自体が散ってなくなっていたが、今作では花が散るだけで花の株は残るようになった。また、花や成長条件を満たさない場所に植えられた木の苗も枯れないようになった。
- 島名とプレイヤー名が10文字まで付けられるようになった。
- 顔の変更と性別変更が可能になった。

性別変更はスピンオフのどうぶつの森ポケットキャンプ以来、本編だと初となる。

## ハッピーホームパラダイス
有料追加コンテンツ『あつまれ どうぶつの森 ハッピーホームパラダイス』が2021年11月5日に配信された。
2015年発売の『どうぶつの森 ハッピーホームデザイナー』を発展させた内容で、たぬきハウジングから独立してリゾートデベロッパー「タクミライフ」を立ち上げたタクミからのスカウトを受けて本編の島と異なるリゾート地へ向かったプレイヤーがタクミライフの一員となり、どうぶつたちの理想の別荘をつくる手伝いをする。
あつまれ どうぶつの森のソフト本体があることを前提として、有料追加コンテンツの単品(2,500円(税込))を購入するか、Nintendo Switch Online +追加パックに加入することによりプレイ可能。Nintendo Switch Online +追加パックに加入し入手した場合、インターネットに接続していない状態では最後にインターネットに接続した日から最大7日間はプレイできる。

### ゲームシステム（ハッピーホームパラダイス）
本ゲームは、タクミが開発に参入する以前にリゾート地としての開発が進行していたが、突如その計画が中止され建物や施設がそのまま放置されている島々を舞台に展開される。この島々ではシリーズ共通の通貨「ベル」ではなく「ポキ」という新たな通貨が用いられており、タクミからの給与もポキで支払われる。

#### リゾート地・施設
事務所以外の施設をどのどうぶつが運営するかは、いずれもその時点までの依頼人から決定する。後からの変更も可能。
事務所
本編の案内所に相当する施設。タクミライフの拠点。
1階は社長のタクミが待機しているカウンターとナッティーが仕切る売店があり、外のデッキが打ち合わせスペースとなっている。2階はスタッフルームとなっており、制服を着替えるためのロッカー、自宅と接続されている収納、DIYの作業台、ニコの材料ボックスがある。
売店でポキを使って「おみやげチョコレート」を購入し、自分の島の住民にプレゼントすると、興味を持つ場合がある。すると、そのままタクミライフの島へ連れて行くことができる。到着し、住民が自由行動を始めた後にそのまま仕事に取り掛かると、連れて来た住民が依頼人候補の一人となる。
進行に伴い、どうぶつの森amiiboカードで依頼人を指定できるamiiboリーダーがカウンターに、ポキの入出金とポキ・ベル間の両替ができるATMが階段近くに設置される。
学校
事務所に隣接する施設。最初に取り掛かる施設である。
レストラン・カフェ
レストランは幹線沿い、カフェは海岸沿いにある施設。どちらを先にコーディネートするかはプレイヤーが選択する。どちらも増築あり。
病院
小上がりにある施設。待合室・診察室・病室の3部屋を作成する。病室は120000ポキの募金後。
アパレルショップ
レストランに隣接する施設。服飾品の仕入れは事務所のナッティーの担当。
ギャラリー
ランクを上げるとカフェに増築される

## セーブデータ
本ゲームでは同じNintendo Switchを利用するすべてのプレイヤーが1つのセーブデータを共有する（同じ島に暮らす）事からセーブデータ（島）が本体に紐付けされている。しかし、その関係上、セーブデータをめぐり以下の制約がある。
バックアップ
任天堂では2018年9月19日からNintendo Switch Onlineの加入者向けにクラウド上にセーブデータを自動的にバックアップする「セーブデータお預かりサービス」を行っているが同サービスには対応せず、本ゲーム独自のバックアップサービスである「セーブデータ復元サービス」を2020年7月30日からNintendo Switch Onlineの加入者向けに提供を開始した。同日実施のアップデート時から同サービスに対応するが、本ゲーム内でバックアップに関する事前設定が必要となる。セーブデータ復元サービスの名の通り、Nintendo Switchを紛失（盗難含む）する事案か、Nintendo Switchが故障して任天堂サービスセンターで修理した際に本体の初期化（交換含む）を余儀なくされる事案が発生した際にセーブデータを復旧させるためだけのバックアップサービスであり、セーブデータの引っ越しにも利用できない。
引っ越し
Nintendo Switch本体の追加購入や買い替えなどに伴う、別のNintendo Switch本体へのセーブデータの引っ越しにも当初は対応していなかった。任天堂では2020年内にセーブデータの引っ越し機能に対応させる予定であることを明らかにし、同年11月19日に実施されたアップデートにおいて、島ごと新たな本体に引っ越しさせる機能とプレイヤー1人（島民代表を除く）だけが別の本体の島に引っ越しする機能の2種類に対応することが発表され、提供を開始した。この機能はNintendo Switch Onlineに加入していなくても利用することが可能。ただし、島ごと新たな本体に引っ越しさせる機能は本ゲームとは別の引っ越し専用ユーティリティ『「あつまれ どうぶつの森」島ごと引越しサービス』を実行することでの対応となったため、アップデートと同時にニンテンドーeショップにて当ユーティリティの提供も開始した。

## 開発
本作の舞台が無人島になったことについて、ディレクターの京極あやはこれまでの作品のような流れを汲みつつ新しい遊びを提供できること、何もない場所を一から作り上げるという今までにはなかった「選択の自由」がもたらされることをあげている。また、選択の自由をわかりやすくするため、一部のオブジェクトを記号化するなどといった方針が立てられた。たとえば草地のパターン模様の場合、落ち葉や生育度のむらを幾何学模様として表現し、色合いの変化で季節の移り変わりを表現している。この技法は歴代のハードの制約の中での工夫から生み出されたものだが、現実と照合するなどして検討した結果、表現力が強化されたNintendo Switchにおいても魅力ある表現として判断された。開発中期は、立体感を出すためにこの草地のパターン模様の上にポリゴンで作った雑草を生やしていたが、抜くことのできる雑草が草地に紛れてしまってわかりにくくなったため、雑草は建物や木などのオブジェクトの足元だけに生やすことにした。
さらなる没入体験のために、フォーリーサウンドによるナチュラルなサウンドエフェクトや、風によりプレイヤーの髪や草木が揺れる表現など、リアルな空気感を追求している。他にも、秋の季節には葉が舞い、川に落ち葉が浮かぶといった自然描写も追加された。また、キャラクターとの会話の際は画面ズームにしたがい周囲がぼやける加工がなされている。
歴代シリーズでゲームのリセット後の説教を務めたリセットさんは、オートセーブ機能の実装およびNintendo Switch本体にリセットボタンがないために「失職」してしまったものの、新たな役職で登場することになった。

### キャラクターデザイン
本作には383体ものどうぶつ（2020年時点）が登場しており、彼らと過ごす中でいつの間にか大切な存在になるようにするため、デザインにあたっては「感情移入しやすい見た目」と「生き生きとした行動」という2つの点が重視された。遠くからでもわかりやすくすることに加え、プレイヤーの想像の余地を残すため、どうぶつたちのシルエットは記号的にデザインされており、それぞれの個性はテクスチャで表現している。すべてのどうぶつたちの骨構造やアニメーションは共通しており、感情表現も記号化されている。
生き生きとした行動の表現としては、自分で行動を起こしたり、見つけて行動を起こすといったことが挙げられ、これらの動作を切り替える際は、悩むという行動を挟んで自然に見えるようにした。

### サウンド
本作の音楽のサウンド・ディレクションは、戸高一生が担当した。
本作の音楽の全体的なコンセプトは制作の初期に定まり、タイトル曲のデモ音源は2018年6月に完成した。
戸高はビルボードとのメールインタビューの中で、タイトル曲はゲーム全体を代表しているため、楽曲制作中はゲーム体験全体を意識しながら俯瞰していたと振り返っている。また、タイトル曲はゲーム内の時間に合わせて異なるバージョンが使われるほか、サウンドエフェクトといった形でも使われるため、タイトル曲は特に長い時間をかけて作ったとメールインタビューの中で話している。加えて、楽曲制作中は、スタッフ全員の理解を深めるため、BGMの要となるゲームの価値観や方向性についてスタッフと話し合ったとも振り返っている。
それ以外の曲はタイトル曲のデモの完成後に制作された。
戸高は本作の大半の楽曲が実際にゲームをプレイしてから作曲したものだと明かしており、「[前略]特定のシーンの特徴を正確に把握し、その特徴を元にどのような音楽的要素が求められているかを考え、その曲を当てはめることで実際にゲームをプレイしているときに最終的にどのような雰囲気が生み出されるかを想像することが重要でした」と説明している。
戸高は、島の設定から「のんびり」と「自由」というキーワードを連想し、アコースティックギターやそれに類似する弦楽器がふさわしいと判断した。
また、戸高は他の理由として「ギターはいくつかコードさえ覚えれば誰でも演奏できるぐらい親しみやすく、そこからプレイヤーがリラックスしてもらえそうだから」というものに加え、「あとは、かき鳴らされたコードが鳴り響く音は、遠くに地平線が見えて心地良い風が吹いているような広い空間を想起させるので、聴いている人が解放された気分になれると思います。」と説明している。
その一方で、本作は多様なプレイスタイルが想定されていることから、基本的には楽しめる音楽であるとしつつも、他の感情の方向へ大きく傾くような音楽的な表現は避けられた。
また、ハードウェアの性能向上に伴い、サウンド面における制約が緩和された一方、情報量をコントロールすることと、スキマ（無音部分）の重要性を再認識する必要があったと戸高は2020年のCEDECの講演の中で説明している。グラフィック機能の向上に伴い、光の表現が多様化したことから、それに合わせた自然なBGMとして生演奏の導入が決まった。これに伴い、音の情報量が増えることから、スキマが重要なものとなったため、録音の際は演奏者にコンセプトなどを説明したと講演の中で振り返っている。ただし、果物の落下音など、抽象的な音が必要な場面では、シンセサイザ等の電子音も用いられた。

## アップデート
配信開始日は注記のない限りUTC（JSTで同日10:00）。◆はNintendo Switch Online加入者限定。
Ver. 1.1.0 / 2020年3月20日配信
- ◆オンラインプレイに対応。同時に「タヌポータル」サービス開始。
- 「イースター」のイベントを追加。
- このアップデートを受け取ったユーザーに「Nintendo Switch」の家具がプレゼントされた。

Ver. 1.2.0 / 2020年4月23日配信
- レイジの園芸店、つねきちのいなりマーケットが新しく島に訪れるようになった。
- 「アースデー」、「メーデー」、「国際ミュージアムデー」、「ジューンブライド」のイベントを追加。

Ver. 1.3.0 / 2020年7月3日配信
- マリンスーツを着て、海で素潜りをしたり、素潜りで入手できる海の幸を博物館に寄贈できるようになった。
- かいぞくが島に訪れるようになった。
- たぬきマイレージ交換景品、季節限定のたぬきショッピングアイテム（以下、季節限定アイテムと表記）が追加。
- このアップデートを受け取ったユーザーに「シュノーケル」がプレゼントされた。

Ver. 1.4.0 / 2020年7月30日配信
- 「花火大会」のイベントや、季節限定アイテムの追加。
- ◆「ゆめみ」で人の島に行ったり自分の島を公開する機能や、「マイデザイン・ショーケース」にマイデザイン名・用途で検索する機能やお気に入りの作者を登録する機能、「セーブデータ復元サービス」（前述）を追加。
- このアップデートを受け取ったユーザーに「はなびたいかいのかべ」（非売品）がプレゼントされた。

Ver. 1.5.0 / 2020年9月30日配信
- 「ハロウィン」のイベント、かぼちゃ（植物）、かぼちゃを使ったDIYレシピの追加。
- ◆「ゆめみ」の夢訪問で、過去の訪問履歴から行き先を選ぶ機能と、履歴をお気に入り登録する機能の追加。
- このアップデートを受け取ったユーザーに「リングコン」の家具がプレゼントされた。

Ver. 1.6.0 / 2020年11月19日配信
- 「サンクスギビングデー」、「クリスマスイブ」のイベントを追加。
- 自宅の収納量の増築依頼が可能になった。
- 季節限定アイテム、季節素材のDIYレシピ、「どうぶつの森 ポケットキャンプ」とのコラボアイテムの追加。
- たぬきマイレージ交換景品に髪型、リアクションが追加。
- セーブデータを別本体に引っ越しする機能（前述）を追加。同時に引っ越しユーティリティ『「あつまれ どうぶつの森」島ごと引越しサービス』も別途配信開始。
- ◆「ゆめみ」の夢訪問で、行き先をランダムに選ぶ「おまかせ」を追加。
- このアップデートを受け取ったユーザーに「ブッシュ・ド・ノエル」の家具がプレゼントされた。

Ver. 1.7.0 / 2021年1月28日配信
- 「カーニバル」のイベントと、季節限定アイテムの追加。
- このアップデートを受け取ったユーザーに「マラカス」がプレゼントされた。

Ver. 1.8.0 / 2021年2月25日配信
- 「スーパーマリオブラザーズ35周年」に合わせたコラボアイテムや季節限定アイテムの追加。
- このアップデートを受け取ったユーザーに「スーパーマリオのかべ」がプレゼントされた。

Ver. 1.9.0 / 2021年3月18日配信
- 2021年の「イースター」イベントや季節限定アイテム、Nintendo Switch Online加入特典アイテム（◆）の追加。
- amiiboカード【サンリオキャラクターズコラボ】に対応。
- たぬきマイレージ交換品に「マイデザインPROエディタ＋」、「マイデザイン・ショーケース」が追加。
- このアップデートを受け取ったユーザーに「1stアニバーサリーケーキ」（非売品）がプレゼントされた。

Ver. 1.10.0 / 2021年4月28日配信
- 「メーデー」、「国際ミュージアムデー」、「ジューンブライド」イベントの更新。
- 季節限定アイテムの追加。
- ◆「ゆめみ」の夢訪問中、－ボタンから目覚めることができるようになる機能の追加。

Ver. 1.11.0 / 2021年7月29日配信
- 「花火大会」イベントの更新。
- 季節限定アイテム、花火大会でのいなりくじの景品の追加。

Ver. 2.0.0 / 2021年11月4日配信
このアップデートをもってコンテンツ追加アップデート終了。
- 新しいスポットとして、博物館に喫茶店が、桟橋には離島に行けるかっぺいのボートツアーが、そしてパニエルの島には店が集まる広場が追加された。
- 広場でラジオ体操が出来るようになった[注 23]。
- 島民代表は島の条例を定められるようになった。
- タヌキ商店やエイブルシスターズなどで購入できるアイテム、季節限定アイテム、とたけけからもらえるミュージック、柵、メッセージカード、たぬきマイレージのお題、およびたぬきマイレージ＋のお題の追加。
- はにわ、オルゴールの追加。
- はしごを常設できる「はしごFIXキット」の追加。
- たぬきマイレージの交換景品に以下の景品を追加。
  - 料理が作成できるようになる「りょうりもDIY!レシピ＋」。
  - 家の天井に天井家具を置いたり壁紙にアクセントがつけられる「もようがえPROライセンス」[注 24]。
  - てもちカメラやさんきゃくカメラが使えるようになる「カメラアプリPRO」。
  - リメイクで使えたパターン柄を床や壁に貼り付けたりできる「マイデザイン・パターン+」。
  - 島の橋と坂の最大設置数が8から10となる「インフラこうじライセンス」。
  - 柵のリメイクができるようになる「さくっと!さくリメイクBOOK」。
  - 生活に関するアドバイスを貰える「てっていライフサポート」のアプリ。
  - その他、髪型やリアクション、ものおきやATMなどの家具の追加。
- 季節のイベントが毎年開催されるようになり、季節限定アイテムも、継続して毎年販売されるようになった。
- 「撮影スタジオ」にて、すべてのどうぶつの森シリーズのamiiboで呼び出しができるようになった。
- 「撮影スタジオ」のカタログにて、複数のカラーバリエーションを入手している家具アイテムの場合、Xボタンでバリエーションを選択するようになった。
- ◆「マイデザイン・ショーケース」から投稿できる作品の上限数を200に拡張。
- ◆「ゆめみ」の夢訪問で、行先を「島の名前で探す」機能を追加。
- 自宅の収納が最大5000まで増える増築依頼が可能となり、収納にレシピカードをしまえるようになった。
- 自宅などで「もようがえモード」にして、収納中のアイテムを「しゅるい順」で並べ替えたときに、より探しやすくする機能を追加。それに伴い、アイテムの並び順を変更。
- 島の住民の来客、および訪問イベントの追加。
- 家の中で家具の0.5マスのスペースを通ることができるようになる機能の追加。
- 『どうぶつの森amiiboカード 第5弾』に対応。
- 有料追加コンテンツ『あつまれ どうぶつの森 ハッピーホームパラダイス』に対応。
- ヒカリゴケ、ツル、プルメリアの追加。

## 反響

### 発売開始前
どうぶつの森シリーズは任天堂の主要看板ソフトの一つになっていた経緯から、発売開始前から高い注目を集めており、前述の発売日延期が発表された際は任天堂の株価が急落した。

### 発売開始後
2020年3月20日の本ゲーム発売と同時期に発生している緊急事態宣言や世界各国のロックダウン（都市封鎖）といった新型コロナウイルスの感染拡大防止対策に伴う「巣ごもり消費」もあり、シリーズ過去最高の出足となっているだけでなく、Nintendo Switch用ソフトの中でも過去最高ペースの売れ行きを見せている。また、任天堂の株価が本ゲームの発売以降、2020年4月13日までに19％上昇、同年8月中旬には約12年ぶりの高値になったとブルームバーグなどが報じた。本ゲームの大ヒットは任天堂の決算にも反映され、同年8月6日に発表した2020年4〜6月期決算は、純利益が前年同期比6.4倍の1,064億円、2021年2月1日に発表した2020年4〜12月期連結決算は前年同期比91.8％増の3,766億円、同年5月6日に発表した2021年3月期の連結決算は純利益が前期比86%増の4,803億円とそれぞれ最高益を更新した。
本ゲームの発売が新型コロナウイルスの流行期と重なったことに起因し、思わぬプレイスタイルや社会現象が生じた。事例として、新型コロナウイルスの流行により中止や延期を余儀なくされた卒業式や結婚式などのイベントをゲーム内の無人島で代替開催する者もいれば、アーティストの展覧会開催、芸能人のライブや交流の場としての活用するケース、企業が無人島に自社のドラッグストアやファーストフード店舗を出店したり、会社説明会を行うケース、公共機関が本ゲームで行政情報を発信するケース、選挙の立候補者が選挙活動（選挙運動）として使用するケース、本作の映像を利用してミュージックビデオを制作するケースが挙げられる。また、DIYで作成できる家具（墓）を利用して、現実世界で亡くなった家族やペットの追悼を行うケースもあった。
このほかにも、長期休館中の施設が本作でバーチャルツアーを展開しているほか、一部の美術館は所蔵作品の画像をマイデザイン用のQRコードにしたもの（またはQRコード作成ツール）を公開した。さらに、ファッションブランドによるマイデザイン機能を利用した新作デザインの公開が行われたケースもあった。
2021年には本ゲームを用いた短編ホラー映画『Don't Peek（原題）』を制作することが同年3月に報じられた。
これらの展開を受けて、任天堂は2020年11月19日に企業・団体向けのガイドラインを公開し、商品購入サイトへの誘導やクーポンの配布といったマーケティング行為や有償でのマイデザイン提供による金銭的な利益を得ることなどは控えるよう呼びかけつつも、条件つきで本ゲームを介しての企業・団体によるPRを追認する形となった。また、任天堂も同日に自社公式の島である「Ninten島」を公開した。
立命館大学教授の中村彰憲は朝日新聞の記事の中で、本作の反響の理由について「戦闘ゲームのように殺伐としておらず、ほのぼのとした平和を感じられるキャラクターとデザインが癒しを求める人たちに刺さった」と推測すると同時に、「自分たちで作った楽園（無人島）をSNSで気軽に共有でき、3密を回避した状況でもエンターテインメントとして成立していた」とも話している。一方、ライターのさやわかは同じ記事の中で、本作のシンプルな操作性や、現実の代替行為として機能していたことがヒットにつながったと話している。

#### 世界
ニールセングループの市場調査会社スーパーデータによると、世界全体における発売後1か月間でのダウンロード版販売数は500万本を超え、単月におけるデジタルゲームでの販売としては今まで記録していた『コール オブ デューティ ブラックオプス4』の販売数を上回り、史上最多を記録した。
任天堂は2020年5月7日、主要ゲームの販売実績を公表し、発売から2020年3月末までの12日間で本ゲームの世界販売本数が1,177万本に達したことを発表。同時に発売後6週間で1,341万本の販売本数になっていること、日本、アメリカ、ヨーロッパでの購入者の約半数がダウンロード版を選択していることも併せて明らかにした。
Twitterの日本法人は、2020年に入ってTwitter上でもっとも多く会話にのぼったゲームタイトルについて、「現時点で本ゲームが世界中で今年もっともツイートされたゲーム作品である」と4月10日に発表した。その後、2020年11月15日までの時点で本ゲームの英題ハッシュタグである「#animalcrossing」が世界で5番目に使用されたと発表した。

#### 日本
ファミ通の推定販売調査によると、3日間で188万本（パッケージ版）とNintendo Switchのゲームとしては歴代1位の初週販売本数になった。また、同時にNintendo Switch本体とNintendo Switch Lite本体の需要も高まったため、任天堂が同製品の出荷を一時停止する措置を行い、中古品の価格が高騰する一因にもなった。
2020年4月時点でのファミ通による調査では、今までSwitchのゲームとしては最多販売本数を記録していた『大乱闘スマッシュブラザーズ SPECIAL』の366万本を上回る389万本の販売本数を記録し、わずか2か月でNintendo Switchで販売されたゲームタイトルの中で日本国内での歴代1位の売上を記録している。また、同年6月28日までに日本でのパッケージ版累計販売本数が500万本の大台を突破したと同年7月に報じられた。同年8月末までの国内累計販売本数が700万本を突破し、単一タイトルのゲームとしては1985年にファミリーコンピュータのソフトとして発売した『スーパーマリオブラザーズ』の最多記録（681万本）を35年ぶりに更新した。
2021年1月12日に2020年の国内家庭用ゲームソフト（パッケージ版）売上速報を発表し、『桃太郎電鉄 〜昭和 平成 令和も定番!〜』や『リングフィット アドベンチャー』などを抑え、本作が1位（推定年間販売本数は約637万本）になったとファミ通が発表。2021年1月21日に任天堂がNintendo Switchの2020年のダウンロードソフトの売上ランキングを発表し、こちらも本ゲームが『世界のアソビ大全51』や『桃太郎電鉄』などを抑え1位になったと発表した。
2020年4月28日、徳間書店（ニンテンドードリーム）とKADOKAWA（電撃）から本ゲームの攻略本が発売され、巣ごもり消費需要の高まりからベストセラーとなった。オンラインショッピングでは品薄が続いていることから、フリマアプリでの高額転売事例が相次ぎ、5月7日に新型コロナウイルス感染拡大防止対策による自主休業を終えて営業を再開した東京・新宿の紀伊國屋書店には攻略本を求めるファン100人以上が行列を作る事態となった。また、ゲーム内に登場するムシやサカナと実在する生物を比較する目的で図鑑の需要が急増しているとも報じられた。なお、2022年3月4日には両社から発売後のアップデートを反映させた、バージョンアップ版も発売された。
2020年を代表するゲーム・現象であるとして、同年11月3日に日経BP（日経トレンディ）から「2020年ヒット商品ベスト30」が発表され、本ゲームが「鬼滅の刃」と「マスク消費」に次ぐ、3位にランクイン。同月5日に自由国民社が発表した「2020ユーキャン新語・流行語大賞」において、本作の略称がノミネートされ、同年12月1日にトップテン入り。同月9日にYahoo! JAPAN（ヤフー）が発表した「Yahoo!検索大賞2020」において、本ゲームがカルチャー・ゲーム部門賞を受賞。同日にGoogleが発表した2020年の急上昇ランキングにて、本ゲームが5位に、「方法」のカテゴリーにて、アップデートの方法が5位にそれぞれランクイン。同月22日に住友生命保険が発表した「創作四字熟語」において、本作を反映した「凄森消費（巣ごもり消費）」が入選した。
2021年の時点で、本作の出荷本数は約937万本を超えており、これにより1996年に発売した『ポケットモンスター 赤・緑』の出荷本数である822万本を上回り、日本で一番売れたゲームソフトとなった。2022年には本作の出荷本数が1007万本を超え、日本初の1000万本の大台を超えたゲームソフトとなった。

#### 海外

##### アメリカ
アメリカのAmazonゲーム部門で売上トップを記録したほか、NPDグループによる調査でも発売月（2020年3月）のゲームソフト販売本数で本ゲームが首位になったと同年4月に報じられた。
2020年6月の時点でどうぶつの森ニューヨークのFacebookグループには4,000人近い人数がいるなど、発売から2か月経過しても人気が継続していることが報じられている。

##### ヨーロッパ
イギリスでは発売初週にもっとも売れたSwitchのゲームとして記録された。ドイツやフランス、イタリアなどヨーロッパ各国の週間販売でも本ゲームが一時首位を獲得している。

##### 韓国
2019年からの日韓貿易紛争の影響で日本製品の不買運動が続いている韓国国内のスーパーマーケット各店でも、発売当日にNintendo Switchの本体セットやパッケージ版が相次いで完売し、大型量販店の売り場に1,000人近くの人々が殺到するなどの現象が発生。この影響で韓国市場における2020年四半期（1月〜3月）のNintendo Switch本体の販売量が前年同時期から30％増の8万2,848台を記録したことが2020年6月に現地販売代理店の大元メディアから発表された。

##### 中国・香港
中国国内ではテンセントからNintendo Switchが発売されているが、検閲制度の関係上、対応ソフトの発売は『New スーパーマリオブラザーズ U デラックス』や『リングフィット アドベンチャー』などの数タイトルに限られ、本作は一部の地域を除いて発売されていない。
しかし、本作品で初めて中国語に対応したこともあり、SNS上で注目を集め、通販サイトを通して、香港や台湾などで販売されている海外版を輸入するかたちで楽しまれており、中国や上海市の消防局・公安局などの公共機関が本ゲームを通して防火や感染症対策を呼びかけるなど、人気を集めていた。2020年4月9日には中国共産党の機関紙でもある人民日報が本作のブームについて報じていた。
しかし、同年4月10日の未明から中国の通販サイトから本ゲームが購入できなくなった。一部のユーザーが政治利用目的で使用したことが原因とみられている。
2020年5月、複数の香港企業が本ゲームの経験者を求める求人募集を出し、香港域内をはじめ、アメリカや台湾、マレーシア、日本からも応募があったことが話題となった。
2021年9月3日、中国青年報は中国の大手通販サイトにおいて販売されている本ゲームを含む87本のソフトを取り止めるよう、販売元各社に通知したことを報じた。販売停止の理由は不明であるが、背景には中国政府がゲーム依存症を抑制する新ルールを発表したのを受けての措置であるとロイターが報じている。

## 問題になった行動・行為

### リアルマネートレード
プレイ時間に制約のあるユーザーの需要があり、ゲーム内のコンテンツ「マイル旅行券」などといった、貴重なゲームアイテムやカスタムデザインやマイデザインなどを利用した電子決済やフリマアプリを通して、現実の金銭（法定通貨）で売買する人々が現れた。 このような、いわゆるリアルマネートレード（RMT）行為を行うサイトも現れ、ゲーム内のコンテンツのみならず、人気キャラクターの販売などもなされている。

任天堂公式サイト上の「ニンテンドーネットワーク利用規約」（第9条）や「ニンテンドーアカウント利用規約」（8条15項）によると、
とされており、任天堂はJ-CASTニュースの取材に対して、このようなRMT行為は「利用規約に違反すると認識している」と明言している。また、各フリマアプリでの禁止事項に抵触する恐れがある。

### 偽造amiiboカード
インターネットのオークションサイトやフリマアプリを通じて、本作のキャラクターを用いた偽造のamiiboカードが流通している事例も確認されており、商標法や不正競争防止法違反などの疑いで2020年11月に神奈川県横浜市在住の女性を逮捕、同年12月に東京都在住の女性を書類送検したことを新潟県警察が発表した。

### 政治利用
前述の通り、非公式な形で本作のゲームソフトが楽しまれていた中国で2020年4月10日の未明から中国の通販サイトから購入できなくなっていると香港のメディアなどが報じた。原因は不明であるが、中国メディアは「マイデザイン機能に問題があるとみられる」と報じており、一部のユーザーが同機能を利用して、新型コロナウイルス対応への不満から中国政府や世界保健機関（WHO）の上層部を批判したり、香港民主化デモの手段として使用されたのを中国当局が問題視したりした可能性がある。
2020年9月6日、日本の自由民主党総裁選挙立候補者である石破茂の陣営が本ゲームを活用して、「じみん島」に居住しているアバターが自身の支援者を訪問する選挙運動を同月8日から開始すると発表した。しかし、「ニンテンドーネットワーク利用規約」（第6条15項）や「ニンテンドーアカウント利用規約」（8条20項b）において、政治的な主張を含むコンテンツの共有や送受信は禁止しているため、任天堂の利用規約に抵触しているとの声がインターネット上で相次いだことから、同陣営は確認のためにいったん計画を中断。任天堂と協議した結果、計画自体を撤回したことを発表した。
アメリカでも2020年9月1日に大統領選挙の民主党候補者であるジョー・バイデンの陣営が本作を活用した選挙運動を開始すると発表した。ゲーム内において、選挙のプラカードを配布して自身の支援者を広げる目的としている。また、同年10月にはゲーム内に選挙本部を開設した。なお、アメリカでは利用規約が日本と異なり、政治的行為に関する項目がないこともあり、こちらは大統領選挙の期間中（同年11月3日まで）において、特に問題視されなかった。
その後、任天堂は2020年11月19日に企業・団体向けのガイドラインを公開し、「政治的な主張を含む表現」を行うことは改めて控えるよう呼びかけた。また、このガイドラインは英文でも出されたため、アメリカなど、これまで前述の利用規約に政治利用関連の項目が記載されていなかった国や地域についても事実上適用されることになった。

### その他
出会い系目的や合コンとして利用するケースもあった。

## 受賞歴
| 賞                                                          | 部門 / 賞                 | 結果       | 出典            |
| ----------------------------------------------------------- | ------------------------- | ---------- | --------------- |
| CEDEC AWARDS 2020                                           | ビジュアルアーツ部門      | 受賞       | [ 177 ]         |
| 日本ゲーム大賞 2020                                         | 大賞                      | 受賞       | [ 178 ] [ 179 ] |
| 日本ゲーム大賞 2020                                         | 優秀賞                    | 受賞       | [ 178 ] [ 179 ] |
| 日本ゲーム大賞 2020                                         | 経済産業大臣賞            | 受賞       | [ 178 ] [ 179 ] |
| 第2回野間出版文化賞                                         | -                         | 受賞       | [ 180 ]         |
| Golden Joystick Awards 2020                                 | Best Game Community       | ノミネート | [ 181 ] [ 182 ] |
| Golden Joystick Awards 2020                                 | Best Family Game          | ノミネート | [ 181 ] [ 182 ] |
| Golden Joystick Awards 2020                                 | Best Multiplayer Game     | ノミネート | [ 181 ] [ 182 ] |
| Golden Joystick Awards 2020                                 | Nintendo Game of the Year | 受賞       | [ 181 ] [ 182 ] |
| The Game Awards 2020                                        | Game of The Year          | ノミネート | [ 183 ] [ 184 ] |
| The Game Awards 2020                                        | Best Family Game          | 受賞       | [ 183 ] [ 184 ] |
| The Game Awards 2020                                        | Best Multiplayer Game     | ノミネート | [ 183 ] [ 184 ] |
| 「現代用語の基礎知識」選 2020ユーキャン新語・流行語大賞     | トップテン                | 受賞       | [ 126 ] [ 127 ] |
| Yahoo!検索大賞2020                                          | カルチャー・ゲーム部門    | 受賞       | [ 128 ] [ 129 ] |
| ファミ通・電撃ゲームアワード2020                            | Game of The Year          | 受賞       | [ 185 ]         |
| デジタル・コンテンツ・オブ・ジ・イヤー'20/第26回AMDアワード | 優秀賞                    | 受賞       | [ 186 ] [ 187 ] |
| デジタル・コンテンツ・オブ・ジ・イヤー'20/第26回AMDアワード | AMD理事長賞               | 受賞       | [ 188 ]         |
| BAFTA Game Awards 2021                                      | Game Beyond Entertainment | 受賞       | [ 189 ]         |
| BAFTA Game Awards 2021                                      | Multiplayer Game          | 受賞       | [ 189 ]         |
| GDCアワード2021                                             | ゲーム・オブ・ザ・イヤー  | ノミネート | [ 190 ]         |
| GDCアワード2021                                             | ベスト・ゲームデザイン賞  | ノミネート | [ 190 ]         |

## 漫画作品
あつまれ どうぶつの森 〜のんびり島だより〜
作者は加藤みのり。『ちゃお』（小学館）2020年2月号より連載していた。ちゃおコミックススペシャルより単行本全2巻。主人公は島谷 花（女の子）、初期住民はツバクロとジェシカ、特産はりんご。
1. 2021年7月26日発売、ISBN 978-4-09-871461-2
2. 2022年7月26日発売、ISBN 978-4-09-871728-6

あつまれ どうぶつの森 るっこの無人島日記
作者は霜風るみ。『ぴこぷり』2020年春号より連載。主人公はるっこ（女の子）、初期住民はハムスケとヒノコ、特産はりんご。単行本化はされていない。
あつまれ どうぶつの森 みんなと作る島生活
作者は村上ゆみ子。『キャラぱふぇゲームSpecial あつまれどうぶつの森特大号』にてゲーム序盤のエピソードが描かれたのち、『キャラぱふぇ』2020年5-6月号より連載。主人公はキコル（女の子）、初期住民はモモチとアネッサ、特産はオレンジ。単行本既刊1巻。
1. 2021年3月25日発売、ISBN 978-4-04-913772-9

あつまれ どうぶつの森 とことん！イチバン島
作者は大崎亮平。『コロコロイチバン!』（小学館）2020年5月号より連載。てんとう虫コミックスより単行本既刊4巻。主人公はダイチ（男の子）、初期住民はピータン(パートナー）とたいへいた。特産はりんご。
1. 2021年6月28日発売、ISBN 978-4-09-143330-5
2. 2022年8月26日発売、ISBN 978-4-09-143536-1
3. 2023年9月28日発売、ISBN 978-4-09-143654-2
4. 2024年8月28日発売、ISBN 978-4-09-149758-1

あつまれ どうぶつの森 〜無人島Diary〜
作者はココナス☆ルンバ。『月刊コロコロコミック』（小学館）より何度か読み切り掲載されたのち、2020年7月号より連載。てんとう虫コミックススペシャルより単行本既刊11巻。島の名前は「せやねん島」。主人公はコロユキ（男の子）で彼を含めた4人の人間キャラ（知性派な男の子のベンベン、いつも寝ている男の子のぐーちゃん、紅一点で語尾に「ぽよ」をつける女の子のひめぽよ）がメインキャラであり、初期住民は不明。人間と住民の交流より、人間同士の交流をメインにしている。
1. 2020年7月28日発売、ISBN 978-4-09-143216-2
2. 2020年12月25日発売、ISBN 978-4-09-143254-4
3. 2021年6月28日発売、ISBN 978-4-09-143309-1
4. 2021年12月27日発売、ISBN 978-4-09-143368-8
5. 2022年6月28日発売、ISBN 978-4-09-143523-1
6. 2022年11月28日発売、ISBN 978-4-09-143563-7
7. 2023年3月28日発売、ISBN 978-4-09-143590-3
8. 2023年9月28日発売、ISBN 978-4-09-143635-1
9. 2024年3月28日発売、ISBN 978-4-09-143681-8
10. 2025年1月28日発売、ISBN 978-4-09-149884-7
11. 2025年6月27日発売、ISBN 978-4-09-154043-0

あつまれ どうぶつの森 ふわふわ島
作者はかなき詩織。『ぷっちぐみ』2020年11月号より連載。主人公はモカ（女の子）、初期住民はハムスケとネーヤ、特産はさくらんぼ。単行本既刊2巻。2巻は『おかえり』という副題が付いている。
1. 2022年4月27日発売、ISBN 978-4-09-280519-4
2. 2024年9月11日発売、ISBN 978-4-09-280521-7

## 攻略本
KADOKAWAと徳間書店（ニンドリ）の2社から発売されている。2020年発売品はアップデート前の初期データで美術品などが載っていなかったが、アップデートに対応した完全版が2022年に発売されている。
- 『あつまれ どうぶつの森 完全攻略本+超カタログ』（2020年4月8日発売、徳間書店、ISBN 978-4-19-865101-5）
- 『あつまれ どうぶつの森＆ハッピーホームパラダイス・大型アップデート全対応 最終完全攻略本+究極超カタログ』（2022年3月4日発売、徳間書店、ISBN 978-4-19-865465-8）
- 『あつまれ どうぶつの森 ザ・コンプリートガイド』（2020年4月28日発売、KADOKAWA、ISBN 978-4-04-733471-7)
- 『あつまれ どうぶつの森 ザ・コンプリートガイド ハッピーホームパラダイス＆全無料アップデートカンペキ攻略版』（2022年3月4日発売、KADOKAWA、1760円（定価）、ISBN 978-4-04-733598-1)
- 『あつまれ どうぶつの森 島ましましガイドブック』（2020年12月19日発売、KADOKAWA、ISBN 978-4-04-733515-8)

## サウンドトラック
ゲーム内BGMを収録したサウンドトラックCD「あつまれ どうぶつの森 オリジナルサウンドトラック BGM集」（COCX-41434 - 41437。4枚組）、とたけけ楽曲のインスト版全95曲を収録した「あつまれ どうぶつの森 オリジナルサウンドトラック とたけけミュージック集 Instrumental」（COCX-41438 - 41440。3枚組）、および両商品にイヤホンケースと「とたけけ JACKET ARTWORKS」を追加したボックス仕様の初回数量限定生産盤（BGM：COCX-41441 - 41444、とたけけ：COCX-41445 - 41447。合計7枚組）の3種類が日本コロムビアから2021年6月9日に発売された。
また、2022年6月22日には、「あつまれ どうぶつの森 オリジナルサウンドトラック 2」（COZX-1898 - 1903。CD5枚組とDVD1枚組）が発売された。第1弾には収録されなかったとたけけのLive音源（はずれ曲を含めた全110曲）を中心に、無料アップデートで追加されたBGM、とたけけミュージックが収録されている。特典として、とたけけ新曲ジャケット絵柄ポストカード12枚、CDオリジナル ラジオ体操出席カードが含まれる。第1弾初回数量限定生産盤のボックスを所持していたら、その特典のイヤホンケースを取り外すとそのままボックスに収納することも可能。なお、ハッピーホームパラダイスの曲は含まれていない。
その他にも2022年11月23日にはアナログLP「あつまれ どうぶつの森 とたけけミュージック Instrumental Selection」（COJX-9456）も発売された（完全限定生産盤）。A面にはアッパーサイド、B面にはチルサイドが載っている。